# Напругово

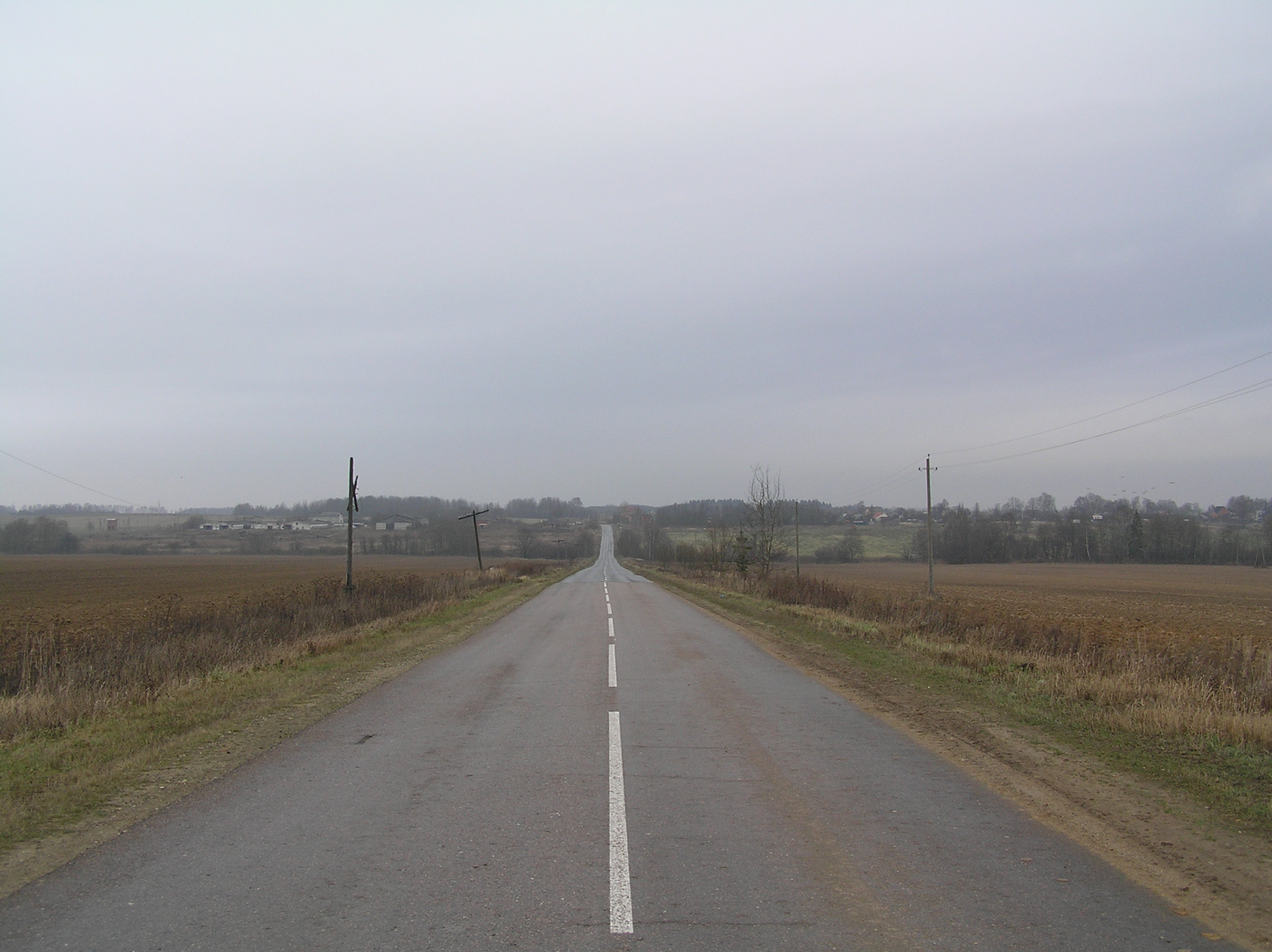

Напругово — деревня в Клинском районе Московской области, в составе Зубовского сельского поселения. Население — 124 чел. (2010).

## География
Деревня расположена в центральной части района, примерно в 6 км к востоку от райцентра Клин, на безымянном ручье, у истоков безымянного ручья, левого притока реки Лутосня (правый приток Сестры), высота центра над уровнем моря 191 м. Ближайшие населённые пункты — Голиково на севере, Мякинино на востоке, Кленково на юго-востоке и Золино на юге.

## История
До 2006 года Напругово входило в состав Новощаповского сельского округа.

## Население
| 2002 | 2006 | 2010 |
| ---- | ---- | ---- |
| 133  | ↘106 | ↗124 |